# Libertarismus (Philosophie des Geistes)
Libertarismus oder Libertarianismus (von engl. libertarianism, zu lat. libertas „Freiheit“) bezeichnet in der Philosophie des Geistes eine Position zum Freien Willen, die diesen bejaht und den Determinismus ablehnt, den sie als inkompatibel zum freien Willen ansieht. Kernpunkte libertarischer Ansätze sind die Annahme von Handlungsalternativen bei gegebenen Umständen („Anderskönnen“) und die Idee der Letztverantwortlichkeit, d. h., dass es „an uns liegt“, wie wir uns in einer gegebenen Situation entscheiden.
Wichtige zeitgenössische Vertreter sind Roderick Chisholm, Robert Kane und Peter van Inwagen, im deutschsprachigen Raum Geert Keil. Die Freiheitsauffassung von Immanuel Kant (das „Vermögen [...], eine Reihe von Begebenheiten von selbst anzufangen“) kann auch unter den Libertarismus eingeordnet werden, wobei er im Unterschied zu diesem den Determinismus nicht ablehnt.

## Begriffsgeschichte
Der englische Begriff „Libertarian“ existiert seit dem 18. Jahrhundert, das OED nennt als früheste Verwendung William Belshams „Essays“ (1789), dieser unterscheidet zwischen „dem Libertarier, der sagt, der Geist wähle die Motive und dem Necessarier, der versichert, die Motive determinieren den Geist“.